# Persone di nome Ian/Calciatori
| Questa pagina contiene informazioni ricavate automaticamente dalle voci biografiche con l'ausilio del template Bio e di un bot. L'aggiornamento è periodico e automatico e ricostruisce completamente la pagina. Se manca una persona in questa lista, sei pregato di non aggiungerla, ma accertati piuttosto che la sua voce biografica contenga il template Bio e che i dati anagrafici siano correttamente compilati. Se il template Bio manca, inseriscilo tu stesso o, in alternativa, metti l'avviso {{tmp\|Bio}} che ne segnala la mancanza. Se i dati riportati sono sbagliati, correggi direttamente la voce biografica; le modifiche saranno visibili in questa lista entro pochi giorni. Per chiarimenti vedi il progetto antroponimi. La lista contiene solo le 73 persone che sono citate nell'enciclopedia e per le quali è stato implementato correttamente il template Bio. Pagina aggiornata al 22 giu 2025. |

Questa è una lista di persone presenti nell'enciclopedia che hanno il nome Ian e sono calciatori.

## A(4)
- Ian Alexander, ex calciatore britannico (Glasgow, n. 1963)
- Ian Arkwright, ex calciatore inglese (Shafton, n. 1959)
- Ian Ashbee, ex calciatore inglese (Birmingham, n. 1976)
- Ian Azzopardi, ex calciatore maltese (n. 1982)

## B(11)
- Ian Araneta, ex calciatore filippino (Barotac Nuevo, n. 1982)
- Ian Bakala, ex calciatore zambiano (n. 1980)
- Ian Luccas, calciatore brasiliano (Ribeirão Preto, n. 2003)
- Ian Bennett, ex calciatore inglese (Worksop, n. 1971)
- Ian Bermingham, ex calciatore irlandese (Dublino, n. 1989)
- Ian Black, calciatore scozzese (Aberdeen, n. 1924 - † 2012)
- Ian George Black, ex calciatore scozzese (Edimburgo, n. 1985)
- Ian Bolton, ex calciatore inglese (Leicester, n. 1953)
- Danny Bowers, ex calciatore inglese (Newcastle-under-Lyme, n. 1955)
- Ian Bowyer, ex calciatore e allenatore di calcio inglese (Little Sutton, n. 1951)
- Ian Brown, ex calciatore britannico (n. 1981)

## C(5)
- Ian Callaghan, ex calciatore inglese (Liverpool, n. 1942)
- Ian Cartwright, calciatore inglese (Brierley Hill, n. 1964 - † 2016)
- Ian Ciantar, ex calciatore maltese (n. 1975)
- Ian Cox, ex calciatore trinidadiano (Croydon, n. 1971)
- Ian Crawford, calciatore e allenatore di calcio scozzese (Edimburgo, n. 1934 - Peterborough, † 2007)

## D(1)
- Ian Durrant, ex calciatore scozzese (Glasgow, n. 1966)

## E(2)
- Ian Edwards, calciatore anguillano (n. 1976)
- Ian Escobar, calciatore argentino (Buenos Aires, n. 1996)

## F(1)
- Ian Fray, calciatore giamaicano (Coconut Creek, n. 2002)

## G(6)
- Ian Gaynair, calciatore beliziano (Belize City, n. 1986)
- Ian Gibson, calciatore scozzese (Newton Stewart, n. 1943 - Redcar, † 2016)
- Ian Gillard, ex calciatore inglese (Londra, n. 1950)
- Ian Glavinovich, calciatore argentino (Elortondo, n. 2001)
- Ian González, calciatore spagnolo (Madrid, n. 1993)
- Ian Goodison, ex calciatore giamaicano (Montego Bay, n. 1972)

## H(7)
- Ian Hamilton, calciatore inglese (Streatham, n. 1950 - Londra, † 2024)
- Ian Harkes, calciatore statunitense (Derby, n. 1995)
- Ian Harte, ex calciatore irlandese (Drogheda, n. 1977)
- Ian Hogg, calciatore neozelandese (Auckland, n. 1989)
- Ian Holmes, calciatore inglese (Wombwell, n. 1950)
- Ian Hunter, ex calciatore australiano (n. 1961)
- Ian Hurdle, ex calciatore britannico (Winchester, n. 1975)

## I(1)
- Ian Ironside, ex calciatore inglese (Sheffield, n. 1964)

## L(4)
- Ian Lake, calciatore nevisiano (Basseterre, n. 1982)
- Ian Lawrence, calciatore costaricano (San José, n. 2002)
- Ian Lindo, calciatore britannico (n. 1983)
- Ian López, calciatore uruguaiano (Cagliari, n. 2003)

## M(6)
- Ian Maatsen, calciatore olandese (Vlaardingen, n. 2002)
- Ian Mariano, calciatore statunitense (Tamuning, n. 1990)
- Ian Marshall, ex calciatore inglese (Liverpool, n. 1966)
- Ian McHattie, ex calciatore scozzese
- Ian McPhee, ex calciatore scozzese (Kilspindie, n. 1946)
- Ian Murphy, calciatore statunitense (Redlands, n. 2000)

## N(1)
- Ian Nolan, ex calciatore nordirlandese (Liverpool, n. 1970)

## O(1)
- Ian Ormondroyd, ex calciatore inglese (Bradford, n. 1964)

## P(2)
- Ian Pearce, ex calciatore inglese (Bury St Edmunds, n. 1974)
- Ian Poveda, calciatore inglese (Southwark, n. 2000)

## R(4)
- Ian Richardson, ex calciatore inglese (Ely, n. 1964)
- Ian Robins, ex calciatore inglese (Bury, n. 1952)
- Ian Ross, calciatore e allenatore di calcio scozzese (Glasgow, n. 1947 - † 2019)
- Ian Rush, ex calciatore e allenatore di calcio gallese (St Asaph, n. 1961)

## S(10)
- Ian Scott, ex calciatore scozzese (n. 1946)
- Ian Selley, ex calciatore inglese (n. 1974)
- Ian Silva, calciatore portoricano (n. 2004)
- Ian Sirelius, ex calciatore svedese (Stoccolma, n. 1987)
- Ian Smeulers, ex calciatore olandese (Barendrecht, n. 2000)
- Ian Smith, calciatore costaricano (Guápiles, n. 1998)
- Ian Sneddon, ex calciatore scozzese (Duntocher, n. 1946)
- Ian St. John, calciatore e allenatore di calcio scozzese (Motherwell, n. 1938 - Arrowe Park, † 2021)
- Ian Edwin Stewart, ex calciatore nordirlandese (Belfast, n. 1961)
- Ian Subiabre, calciatore argentino (Comodoro Rivadavia, n. 2007)

## T(4)
- Ian Taylor, ex calciatore inglese (Birmingham, n. 1968)
- Ian Taylor, ex calciatore scozzese (Aberdeen, n. 1948)
- Ian Turner, ex calciatore e allenatore di calcio inglese (Middlesbrough, n. 1953)
- Ian Tyer, ex calciatore inglese (Manchester)

## V(1)
- Ian Vorogovskıı, calciatore kazako (Talǧar, n. 1996)

## W(2)
- Ian Andrew Wallace, ex calciatore scozzese (Glasgow, n. 1956)
- Ian Wood, ex calciatore inglese (Radcliffe, n. 1948)